# Георги Софийски Най-нови
Св. мъченик Георги Софийски Най-нови (на църковнославянски: С~тый Геԝ̀ргїй Софїѝскїй Новѣ̀йшїй) е един от 9-те софийски светци. Нарича се „Най-нов“ за разлика от другия мъченик Георги Софийски Нови, чиято памет се празнува на 11 февруари. Образът му е изписан на общата им икона, както и на икона в столичния храм „Св. Георги Победоносец“ (Ротондата).

## Житие
Св. мъченик Георги Софийски Най-нови се родил в София от знатни родители българи Иван и Мария. Нариче се "Най-нов" за разлика от другия мъченик Георги Софийски Нови, чиято памет се празнува на 11 февруари.
Юношата Георги се научил да чете и пише и любимо негово занимание било да чете Светото Писание.
На 25 години той остава без баща. Понеже момъкът се славел с необикновена красота и добродетелност, турците - както обикновено постъпвали в такива случаи - пожелали да го привлекат към мохамеданската вяра. Като не успели да постигнат това с лицемерна благост, те насила навили на главата му свещената за мохамеданите чалма и го провъзгласили за мохамеданин. Оскърбеният Георги хвърлил на земята натрапената му чалма и я стъпкал.
Тогава озлобената мохамеданска тълпа го предала на кадията. Нито съблазнителните обещания за високо служебно положение, нито жестоките мъчения не могли да сломят непоклатната твърдост на неговата християнска вяра. Съдията заповядал да режат тялото му на ивици от главата до нозете и получените рани да бъдат обгаряни със цапалени свещи, от което тялото на мъченика така пламнало, че не се виждало лицето му. Но всички усилия се оказали напразни.
Последвала окончателната присъда на съдията - Георги да бъде обесен на главната стъгда в тогавашна София, където имало пещ за топене на желязна и медна руда. Заповедта гласяла още - тялото му да остане на бесилката три денонощия, за да започне то да се разлага, та да бъде оборена вярата на християните в нетленните мощи на светиите и във възкресението на мъртвите. Обаче изтощен от дотогавашни страдания, страдалецът умрял в ръцете на палачите преди да го обесят. Въпреки това те го окачили на въжето, за да изпълнят присъдата.
Три денонощия тялото висяло на бесилката, без да настъпи разлагане, а напротив - по стъгдата се носело необикновено благоухание от светите мощи на мъченика. Майка му седнала под бесилката и прегърнала в скута си нозете на сина си. Така тя прекарала трите денонощия. Обесването станало на 26 май 1530 година.
Подир изтичането на присъденото време кадията предал тялото на мъченика да бъде погребано по християнски, и погребението било извършено тържествено от тогавашния софийски митрополит Йеремия в църквата "Св. великомъченик Георги Победоносец". Сега тези мощи се намират в неизвестност. Майката на мъченика починала на 40-я ден от смъртта на Георги и била погребана при нозете на сина си.